# Kasteel van Beaulieu
Het Kasteel van Beaulieu (Frans: Château de Beaulieu) is een kasteel in de Franse gemeente Varennes-lès-Mâcon. Het kasteel is een beschermd historisch monument sinds 1992.